# Municipio de Covington (Míchigan)

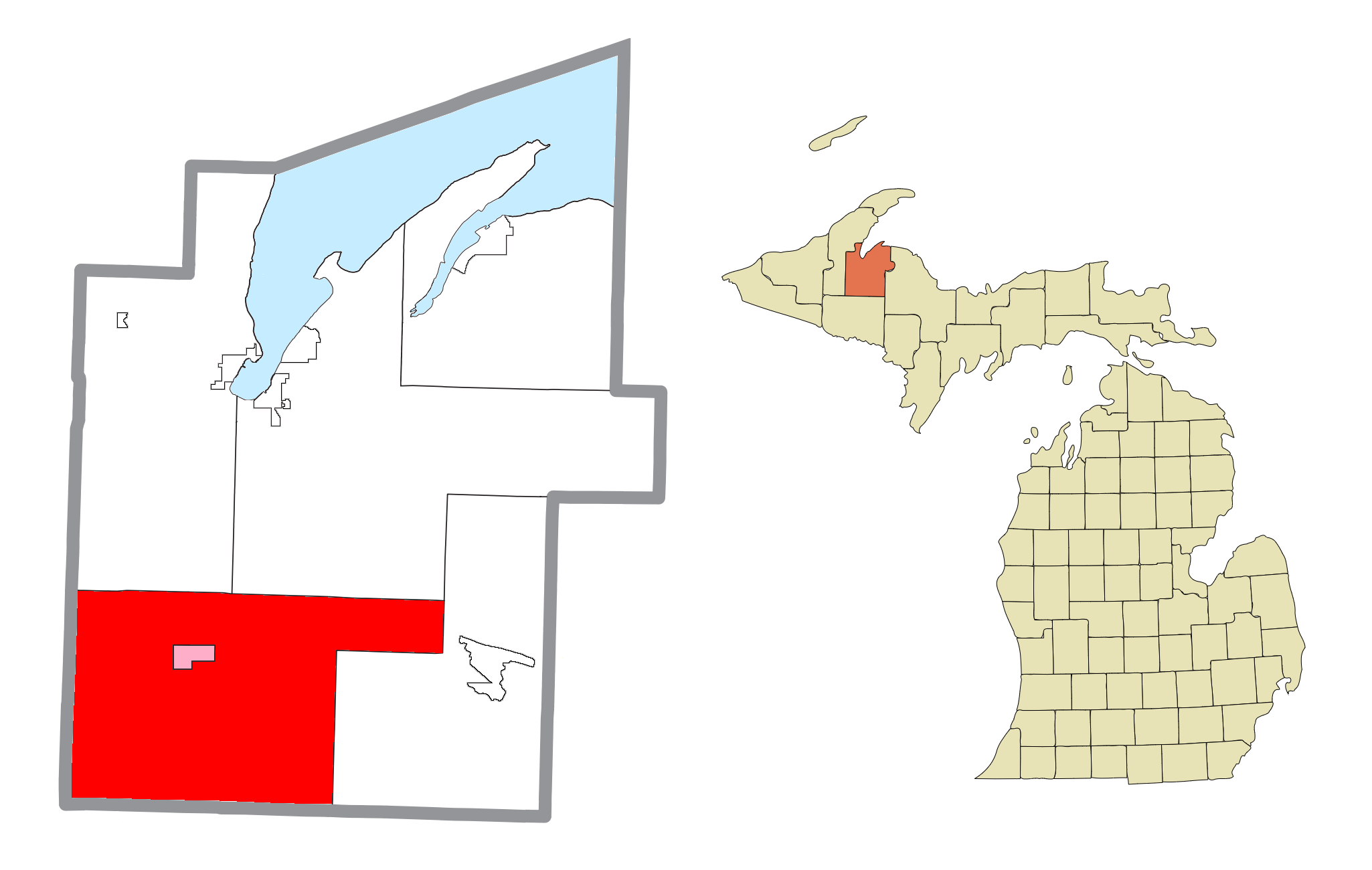
Mapa de Covington

El municipio de Covington (en inglés: Covington Township) es un municipio ubicado en el condado de Baraga en el estado estadounidense de Míchigan. En el año 2010 tenía una población de 476 habitantes y una densidad poblacional de 0,94 personas por km².

## Geografía
El municipio de Covington se encuentra ubicado en las coordenadas 46°31′6″N 88°29′59″O / 46.51833, -88.49972. Según la Oficina del Censo de los Estados Unidos, el municipio tiene una superficie total de 508.49 km², de la cual 497,94 km² corresponden a tierra firme y (2,07 %) 10,54 km² es agua.

## Demografía
Según el censo de 2010, había 476 personas residiendo en el municipio de Covington. La densidad de población era de 0,94 hab./km². De los 476 habitantes, el municipio de Covington estaba compuesto por el 95,8 % blancos, el 0,21 % eran afroamericanos, el 1,89 % eran amerindios y el 2,1 % eran de una mezcla de razas. Del total de la población el 0,84 % eran hispanos o latinos de cualquier raza.